# Reinhard Tritscher
Reinhard Tritscher (* 5. August 1946 in Ramsau am Dachstein; † 20. September 2018 ebenda) war ein österreichischer Skirennläufer. Er gewann vier Weltcuprennen und erzielte den achten Platz im Riesenslalom bei den Olympischen Winterspielen 1972.

## Biografie
Der Ramsauer wurde 1964 österreichischer Jugendmeister. 1968 wurde Tritscher österreichischer Meister im Riesenslalom und in weiterer Folge einer der wenigen Läufer, der in allen damals existierenden Disziplinen Weltcupsiege erzielen konnte: 1969 gewann er als erster steirischer Skiweltcupsieger den Slalom von Wengen, im selben Jahr die Riesenslaloms von Kranjska Gora und Squaw Valley. Zudem wurde er 1969 Dritter im Gesamtweltcup und Zweiter im Riesenslalom-Weltcup. 1972 konnte er mit der hohen Startnummer 45 überraschend die Abfahrt von Val-d’Isère für sich entscheiden, womit an den damaligen Rennen – nach dem Riesenslalomsieg von Piero Gros – die Sieger zweimal diese hohe Nummer trugen.
Tritscher erlitt drei Beinbrüche in den Jahren 1969, 1974 und 1975. Besonders folgenreich war die Verletzung 1969, die zu einem Karriereeinbruch führte: Das Weltcupjahr 1970 musste er wie sein Teamkollege Alfred Matt aufgrund der schweren Verletzung komplett pausieren. Danach wechselte der einstige Weltklasse-Slalom- und Riesenslalomläufer neben dem damals noch weit gesteckten und schnellen Riesenslalom mehr und mehr in die Speed-Disziplin Abfahrt. Im Slalom erzielte er nach 1969/70 kaum mehr Top-Platzierungen. 1975 wurde er nochmals österreichischer Meister in der Alpinen Kombination. Der dritte Beinbruch am 11. November 1975 beim Abfahrtstraining in Hintertux (ein offener Bruch im Bereich des rechten Fußgelenks; Tritscher wurde in die Innsbrucker Klinik geflogen) war gleichbedeutend mit dem Ende des aktiven Sportes als Mitglied der Österreichischen Nationalmannschaft, der er von 1967 bis 1975 angehört hatte.
Reinhard Tritscher erzielte 36 Top-Ten-Platzierungen im Skiweltcup und wurde bei den Olympischen Spielen 1972 in Sapporo Achter im Riesenslalom. Nach seiner Karriere im Weltcup eroberte er noch mehrere nationale und internationale Seniorentitel im Skirennsport.
Seit 1972 führte Tritscher mit seiner Gattin Helma eine Frühstückspension in Ramsau. Er war staatlich geprüfter Skilehrer und Skiführer und bis zu seiner Pensionierung als kaufmännischer Angestellter tätig. Er war Vater von zwei Söhnen, Patrick und Elmar.
Am 20. September 2018 erlitt er bei einem Alpinunfall auf der Scheichenspitze tödliche Verletzungen.

## Erfolge

### Olympische Spiele
- Sapporo 1972: 8. Riesenslalom

### Weltcup
Weltcupwertungen:
- Saison 1968: 7. Riesenslalom
- Saison 1968/69: 3. Gesamtwertung, 2. Riesenslalom, 6. Slalom
- Saison 1972/73: 7. Abfahrt
- Saison 1973/74: 7. Abfahrt

Insgesamt acht Podiumsplatzierungen, davon vier Siege:
| Datum             | Ort           | Land        | Disziplin    |
| ----------------- | ------------- | ----------- | ------------ |
| 12. Jänner 1969   | Wengen        | Schweiz     | Slalom       |
| 16. Februar 1969  | Kranjska Gora | Jugoslawien | Riesenslalom |
| 1. März 1969      | Squaw Valley  | USA         | Riesenslalom |
| 10. Dezember 1972 | Val-d’Isère   | Frankreich  | Abfahrt      |

### Österreichische Meisterschaften
- Österreichischer Meister im Riesenslalom 1968 und in der Kombination 1975